# Argot LGBT
Un argot o jerga LGBT es un conjunto léxico utilizado predominantemente entre personas LGBT. Han existido en varias lenguas como medios por los que los miembros de la comunidad LGBTI podían identificarse y comunicarse sin ser reconocidos.

## Historia y contexto
Debido a la penalización de la sodomía y la continua persecución y criminalización de la homosexualidad, los distintos argots sirvieron como lenguas secretas y una manera para comunicarse públicamente con otras personas LGBT sin revelar su orientación sexual. Desde el advenimiento de los estudios queer en las universidades, la jerga y el argot LGBT se ha convertido en un tema de investigación académica entre los estudiosos de la antropología lingüística.
Durante las primeras siete décadas del siglo XX, hombres homosexuales y lesbianas desarrollaron una forma específica de Polari en los centros urbanos del Reino Unido dentro de las comunidades LGBT establecidas. Aunque existen diferencias, la jerga gay británica contemporánea ha adoptado muchas palabras Polari. El informe legislativo de 1964 titulado Homosexuality and Citizenship in Florida contiene un extenso apéndice que documenta y define la jerga homosexual en los Estados Unidos en ese momento. Scruff lanzó una aplicación de diccionario de jerga gay en 2014, que incluye jerga de uso común en los Estados Unidos de la comunidad gay. Se ha descubierto que los diccionarios especializados que registran la jerga LGBT giran en gran medida en torno a asuntos sexuales.
La jerga es efímera. Los términos usados en una generación pueden dejar de usarse en otra. Por ejemplo, en las décadas de 1960 y 1970, los términos "cottage" ("cabaña", principalmente utilizado por británicos) y "tearoom" ("salón de té", principalmente ocupado por estadounidenses) se usaban para denotar baños públicos utilizados para el sexo. Para 1999, esta terminología había dejado de usarse hasta el punto de ser irreconocible para los miembros de la comunidad LGBT en general.
Muchos términos que se originaron como jerga gay se han convertido en parte del léxico popular. Por ejemplo, la palabra drag fue popularizada por Hubert Selby Jr en su libro Last Exit to Brooklyn. Drag ha sido rastreado por el Oxford English Dictionary (OED) hasta finales del siglo XIX. Por el contrario, palabras como "banjee", aunque están bien establecidas en un subconjunto de la sociedad gay, nunca han hecho la transición al uso popular. Se ha descubierto que las conversaciones entre hombres homosexuales usan más jerga y menos términos comúnmente conocidos sobre el comportamiento sexual que las conversaciones entre hombres heterosexuales.
En Filipinas, muchas personas LGBT hablan en Swardspeak, o "jerga gay", que es un uso más extenso de la jerga como forma de dialecto o forma de hablar. Otros argots se hablan en el sur de África (idioma Gayle e IsiNgqumo) e Indonesia (Bahasa Binan).